# Thrandina parocula
Espèce
Thrandina parocula est une espèce d'araignées aranéomorphes de la famille des Salticidae.

## Distribution
Cette espèce est endémique d'Équateur,. Elle se rencontre dans les provinces de Morona-Santiago et de Napo entre 2 150 et 2 270 m d'altitude.

## Description
La carapace du mâle holotype mesure 2,3 mm de long et l'abdomen 2,1 mm et la carapace de la femelle paratype mesure 1,9 mm de long et l'abdomen 1,7 mm.

## Publication originale
- Maddison, 2006 : New lapsiine jumping spiders from Ecuador (Araneae: Salticidae). Zootaxa, no 1255, p. 17-28.